# 全員請上車
《全員請上車》，是臺灣電視公司監製及首播的實境外景節目，為《綜藝3國智》改版續作，主持人除《綜藝3國智》原班人馬納豆、王少偉、李易、張立東、花花、鯰魚哥、風田、哈孝遠、大元、黃豪平外，亦加入江宏傑、楊銘威等新成員，並由吳姍儒擔任老師(關主)。2024年1月7日在台視首播，隔週六於Youtube平台播出。2024年4月14日至7月7日(第13至25集)於LineTV每週日24:00全網首播。
2024年7月24日報導證實已暫停錄影，調整內容中。存檔播出至2024年8月4日(第29集)。

## 主持成員

### 常駐成員
- 王少偉
- 李易
- 張立東
- 花花
- 鯰魚哥
- 風田
- 哈孝遠
- 江宏傑
- 楊銘威
- 黃豪平

### 其他成員
納豆因健康原因，視狀況錄影。

## 上映時間
| 臺灣 台視 每週日 20:00 - 22:00               | 臺灣 台視 每週日 20:00 - 22:00               | 臺灣 台視 每週日 20:00 - 22:00 |
| -------------------------------------------- | -------------------------------------------- | ------------------------------ |
|                                              | 全員請上車 （2024年1月7日－2024年8月4日）    |                                |
| 極島森林2 （2023年11月12日－2023年12月17日） | 背著善宰跑 （2024年8月11日－2024年10月27日） |                                |

## 遊戲賽制

### 上車賽制
五位成員搭乘校⾞從起點站出發，迎接每⼀站的新成員/嘉賓，校⾞一共會停六站，每一站皆有不同遊戲關卡。 遊戲分為【個⼈賽】及【雙⼈賽】，挑戰成功即可獲得機會擲骰⼦⼀次，⽽最終成員解救了幾位新成員/嘉賓上⾞，將會影響他們在【團體賽】中，可換取到的挑戰秒數。 當所有⼈在時間內完成【團體賽】指定任務時，即有機會獲得獎⾦！

### 黃藍PK賽
為團體戰，將主持人及來賓分為兩隊【黃隊】、【藍隊】，校⾞⼀共會停六站，每⼀站皆有不同遊戲關卡，最終獲勝隊伍有機會獲得獎金，另外輸的隊伍則整隊接受懲罰。

### 金幣派對
為個人戰，遊戲開始前須抽小包包取得遊戲順序，部分成員將獲得道具卡，校⾞發車後將進行一連串遊戲關卡，每次關卡將有機會獲取不同數額金幣，在校車上亦有【Coin Time】可與老師押注金幣玩小遊戲，有機會取得更多金幣，最終金幣最多的成員將有機會獲得獎金。

### 一般挑戰賽
為個人戰或團體戰，遊戲開始前會抽取【號碼幣】作為遊戲的挑戰順序，如抽中【快樂幣】將可抽取【Happy卡】禮物獲得獎金、獎品或是Cosplay懲罰，最終遊戲獲勝者將有機會得到獎金，或落敗者將有機會被懲罰。(与综艺三国智一样)

## 外部連結
- 全員請上車的Facebook專頁
- 全員請上車的Instagram帳戶(新官方帳戶)
- YouTube上的全員請上車 READY GO （页面存档备份，存于）